# كودي ألموند
كودي ألموند هو لاعب هوكي الجليد كندي وسويسري، ولد في 24 يوليو 1989 في كالغاري في كندا.

## وصلات خارجية
- كودي ألموند على موقع دوري الهوكي الوطني (الإنجليزية)
- كودي ألموند على موقع EliteProspects.com (الإنجليزية)
- كودي ألموند على موقع Eurohockey.com (الإنجليزية)
- كودي ألموند على موقع HockeyDB.com (الإنجليزية)
- كودي ألموند على موقع Hockey-Reference.com (الإنجليزية)
- كودي ألموند على موقع أوليمبيديا (الإنجليزية)